# سبعات خزیر (چهار ریز)
سبعات خزیر (چهار ریز) مربوط به دوره عیلامیان است که در تاریخ ۲۴ شهریور ۱۳۱۰ با شمارهٔ ثبت ۳ به‌عنوان یکی از آثار ملی ایران به ثبت رسیده است. این اثر امروزه درون مرز عراق قرار گرفته‌است.
لازم است ذکر شود که سلیمان‌تپه (ایلام)، تپه بکسایه، سبعات خزیر (چهار ریز) سه تپه باستانی و نخستین آثار ملی ثبت شده در ایران هستند. ژاک دو مورگان در کتابش هر سه این آثار را متعلق به تمدن عیلام می‌داند اما کارشناس ایرانی ثبت کننده این اثر عقیده داشته‌است که سبعات خزیر بر خلاف دو اثر دیگر عیلامی نیست بلکه به تمدن گابالو (به انگلیسی: Gambulu) تعلق دارد. این آثار به هنگام ثبت واقع در استان ایلام (پشتکوه) در ایران قلمداد شده‌اند ولی هم‌اکنون در ایران قابل شناسایی نیستند و به دلایل نامعلومی درون کشور عراق قرار گرفته‌اند. این نقاط که بسیار نزدیک به مرز دو کشور بوده‌اند احتمال دارد با جابجایی مرزها به دلایلی چون اجرای عهدنامه ۱۹۷۵ الجزایر یا قطعنامه ۵۹۸ شورای امنیت از محدوده خاک ایران خارج شده باشند. برخی باستان‌شناسان مدعی‌اند در میان این آثار محل تقریبی سلیمان‌تپه را روی نقشه پیدا کرده‌اند ولی این مکان پوشیده از مین است و هیچ باستان‌شناسی جرات نزدیک شدن بدان را ندارد.